# Пауэрс, Гарольд
Га́рольд Па́уэрс (Powers; 5 августа 1928, Нью-Йорк — 15 марта 2007, Санта-Моника) — американский музыковед, один из крупнейших в англоязычном мире исследователей старинной гармонии.

## Биография
Учился в Стэнфордском университете и Сиракузском университете как пианист (бакалавр музыки, 1950). В 1952 году окончил Принстонский университет (изучал теорию музыки у М. Бэббитта и Э. Коуна, историю музыки у О. Странка и А. Менделя) со специализациями «музыковедение» и «композиция». Бо́льшую часть жизни преподавал в Принстоне (1955–1958, 1973–2001, именной профессор с 1973 года (Scheide Professor of Music History)), также в Гарварде (1958–1960) и в университете шт. Пенсильвания (1961–1973, профессор с 1971 года). После многих лет изучения традиционной индийской музыки (учился в Индии в 1952–1954, 1960–1961, 1967–1968 годах, написал и защитил в 1959 году в Принстоне диссертацию о южно-индийской раге «The Background of the South Indian Rāga-System») переключился на старинную европейскую музыку, стал одним из самых крупных в США исследователей старинных звуковысотных систем. Пауэрс — автор фундаментальных статей в «Музыкальном словаре Гроува» (Mode, India) и «Гарвардском музыкальном словаре» (Melody, Rhythm). Занимался также изучением итальянской оперы XIX — начала XX вв.

## Учение
В отличие от многих западных учёных, рассматривавших историю европейской гармонии как переход от монодической модальности к гармонической (мажорно-минорной) тональности, Пауэрс считал (в пересказе Б. Хайера), что

…модальность и тональность сосуществуют как специфические свойства музыки на разных эпистемологических уровнях (separate epistemological planes), и в этом случае бессмысленно говорить о «переходе» от первой ко второй; модальность и тональность в этом смысле не конкурируют между собой и не означают взаимоисключающие средства музыкальной организации— Hyer B. Tonality // The Cambridge history of Western music theory. New York, 2002, p.738.
Этот концептуальный тезис, который Пауэрс впервые высказал в статье 1981 года и неоднократно отстаивал в позднейших своих работах, так и не был принят на Западе повсеместно, даже в «англоязычном» пространстве музыковедения.
В исследовании «классической» полифонии XVI века (прежде всего, в церковной музыке Палестрины и Лассо) Пауэрс развивал учение (немецкого музыковеда) Зигфрида Хермелинка, считавшего главным признаком старинной звуковысотной структуры так называемый «ладовый тип» (нем. Tonartentyp, англ. tonal type). В понятие ладового типа Хермелинк включал (1) высотный уровень диатонического звукоряда (в нотных памятниках представлен в основной «белоклавишной» позиции либо в кварто-квинтовой транспозиции), (2) комбинацию амбитусов отдельных голосов, на которую указывала (стандартная) регистровая расстановка старинных ключей (нем. Schlüsselung,англ. cleffing), и (3) финалис, который Пауэрс трактовал как «тонику» (англ. tonic), с основным тоном большого или малого трезвучия в положении ультимы генеральной каденции. В развитие идей Хермелинка tonal type толковался Пауэрсом как минимально «обязательная» характеристика ладового своеобразия вокальной полифонии XVI в., а соединение в «ладовом типе» тональных и модальных категорий — как практическое подтверждение его концептуального тезиса о некоррелятивности модальности и тональности. Экстраполируя пандан эмического и этического (заимствованный из отрасли социологии, известной как «культурная антропология») на музыкознание, он призывал отличать рефлексию старинных ладов у современных этим ладам музыкантов и теоретиков («эмический» подход) от анализа в универсальных категориях теории музыки XX века («этический» подход).
Концепция «ладовых типов» Пауэрса приобрела в англоязычном музыкознании достаточно широкое хождение. Американец Питер Леффертс, например, распространил её на французскую многоголосную песню (шансон) XIV века, а итальянцы М.Сабайно и Д.Мангани — на музыку позднего Ренессанса и мотеты Орландо Лассо.
В масштабной статье «Mode» (фактически — небольшой книге), опубликованной в Музыкальном словаре Гроува в 1980 году (расширенная редакция, с соавторами,— в Гроуве 2001 году), Пауэрс развернул подробный и систематический обзор документальных свидетельств о модальных ладах (т.наз. церковных тонах) западноевропейской традиции, а также добросовестно пересказал «вторичные» суждения учёных (главным образом, европейских) XX в. о европейских и неевропейских модальных ладах, в том числе воспроизвёл и собственную теорию (точнее, адаптированную теорию Хермелинка) «ладовых типов» многоголосной церковной музыки XVI в. Благодаря обилию реферативно-справочного материала (в переводах на английский), чётких схем и нотных примеров (в стандартной пятилинейной нотации) статья «Mode» Пауэрса ныне признана на Западе фундаментальным (вторичным) источником по теории и истории модальности.

## Избранные сочинения
- The modality of «Vestiva i colli» // Studies in Renaissance and Baroque Music in Honor of Arthur Mendel, ed. R.L. Marshall. Kassel and Hackensack (NJ), 1974, pp. 31–46.
- India // The New Grove Dictionary of Music and Musicians. Vol.9. London: Macmillan Publishers, 1980, p. 69-141.
- Mode // The New Grove Dictionary of Music and Musicians. Vol.12. London: Macmillan Publishers, 1980, p. 376-450.
- Tonal types and modal categories in Renaissance polyphony // Journal of the American Musicological Society, XXXIV (1981), pp. 428–70.
- Modal representations in polyphonic offertories // Early Music History 2 (1982), pp. 43–86 (на музыкальном материале, главным образом, цикла офферториев Палестрины)
- Monteverdi's model for a multimodal madrigal // In cantu et in sermone. For Nino Pirrotta on his 80th birthday, ed. by F. della Seta and F. Piperno. Firenze: Olschki, 1989, p. 185-219.
- (соавтор William Ashbrook) Puccini’s Turandot: the end of the great tradition. Princeton: Princeton University Press, 1991.
- Is mode real? Pietro Aron, the octenary system and polyphony // Basler Jahrbuch für historische Musikpraxis 16 (1992), pp. 9–52.
- Modality as a European cultural construct // Secondo Convegno Europeo di Analisi Musicale. Atti, ed. Rossana Dalmonte and Mario Baroni. Trento, 1992, pp. 207–219.
- Anomalous modalities // Orlando di Lasso in der Musikgeschichte, hrsg. v. Bernhold Schmid. München: Verlag der Bayerischen Akademie der Wissenschaften, 1996, SS. 221—242.
- From psalmody to tonality // Tonal Structures in Early Music, ed. by C.C.Judd. New York; London: Garland, 1998, pp. 275–340.
- (с соавторами) Mode // The New Grove Dictionary of Music and Musicians. Vol.16. London; New York, 2001.
- "Mode" and "Raga" revisited // Remembering Oliver Strunk, teacher and scholar, ed. Christina Huemer.	Hillsdale, NY : Pendragon Press, 2005, p. 7-10.